# Roberta Bonanomi
Roberta Bonanomi (Sotto il Monte Giovanni XXIII, 15 ottobre 1966) è un'ex ciclista su strada italiana, campionessa del mondo nella 50 km a cronometro a squadre a Renaix nel 1988 e vincitrice del Giro d'Italia 1989. Ha partecipato a cinque edizioni dei Giochi olimpici.

## Palmarès
- 1986

Gran Premio Brissago
- 1987

4ª tappa Tour de France
- 1989

5ª tappa Postgiro
Classifica generale Postgiro
Classifica generale Giro d'Italia
- 1990

Giro del Friuli
Gran Premio di Chiasso
- 1991

2ª tappa Vuelta a Cuba
Campionati italiani, prova a cronometro
- 1995

Gran Premio Primavera
13ª tappa Tour Cycliste Féminin
2ª tappa Masters Féminin
- 1996

14ª tappa Tour Cycliste Féminin
- 1997

4ª tappa Giro del Trentino
4ª tappa Tour Cycliste Féminin
- 1999

Hamilton City World Cup
- 2000

5ª tappa Giro d'Italia

### Altri successi
- 1988

Campionati del mondo, Cronometro a squadre (con Monica Bandini, Maria Canins e Francesca Galli)

## Piazzamenti

### Grandi Giri
- Giro d'Italia

1988: 4ª
1989: vincitrice
1990: 7ª
1993: 8ª
1994: 30ª
1995: 3ª
1996: 13ª
1997: 10ª
1998: 11ª
1999: 13ª
2000: 12ª
2001: 19ª
2002: 25ª
- Tour de France/Grande Boucle

Tour de France 1985: 5ª
Tour de France 1986: 16ª
Tour de France 1987: 5ª
Tour de la CEE 1990: 6ª
Tour de la CEE 1991: 3ª
Tour de la CEE 1992: 3ª
Tour cycliste 1992: 28ª
Tour cycliste 1993: 11ª
Tour cycliste 1995: 15ª
Tour cycliste 1996: 9ª
Tour cycliste 1997: 13ª
Tour cycliste 1998: 14ª
Grande Boucle 1999: 17ª
Grande Boucle 2000: 20ª
Grande Boucle 2001: 10ª

### Competizioni mondiali
- Campionati del mondo

Giavera del Montello 1985 - In linea: 7ª
Colorado Springs 1986 - In linea: 7ª
Villach 1987 - Cronometro a squadre: 3ª
Renaix 1988 - Cronometro a squadre: vincitrice
Chambéry 1989 - Cronometro a squadre: 2ª
Chambéry 1989 - In linea: 9ª
Stoccarda 1991 - In linea: 26ª
Oslo 1993 - Cronometro a squadre: 3ª
Oslo 1993 - In linea: 26ª
Agrigento 1994 - In linea: 33ª
Duitama 1995 - In linea: 6ª
Lugano 1996 - In linea: 23ª
San Sebastián 1997 - In linea: 48ª
Valkenburg 1998 - In linea: 47ª
Verona 1999 - In linea: 23ª
Plouay 2000 - In linea: 33ª
- Giochi olimpici

Los Angeles 1984 - In linea: 23ª
Seul 1988 - In linea: 35ª
Barcellona 1992 - In linea: 29ª
Atlanta 1996 - In linea: 32ª
Sydney 2000 - In linea: ritirata